# Claymore (manga)
Claymore (jap. クレイモア Kureimoa) – manga autorstwa Norihiro Yagiego, publikowana w latach 2001–2014 na łamach magazynów „Gekkan Shōnen Jump”, „Shūkan Shōnen Jump” i „Jump Square” wydawnictwa Shūeisha. W Polsce prawa do jej dystrybucji nabyło wydawnictwo Japonica Polonica Fantastica. 
Na podstawie mangi studio Madhouse wyprodukowało serial anime, który emitowany był od kwietnia do września 2007.

## Fabuła
W świecie gdzie występują powszechnie żywiące się ludźmi demony, ludzie szukając sposobu na ochronę przed nimi stworzyli wojowników, którzy są w połowie ludźmi, a w połowie demonami. Wojownikom tym nadano miano „Claymore” z powodu dużych mieczy, którymi się posługują; wszyscy oni są znani także ze srebrnych oczu i nadludzkich umiejętności.
Po tym jak opiekunka Clare o imieniu Teresa, która jest jedną z Claymore, łamie zasadę o niezabijaniu ludzi stając w obronie swojej podopiecznej i zostaje za to zabita, Clare szuka zemsty na zabójcy Teresy. By tego dokonać również staje się jedną z Claymore i pokonując przeciwności powoli zbliża się do celu.

## Bohaterowie
- Clare (jap. クレア Kurea)

Seiyū: Hōko Kuwashima 
- Teresa (jap. テレサ)

Seiyū: Romi Park 
- Raki (jap. ラキ)

Seiyū: Motoki Takagi 
- Rubel (jap. ルヴル Ruburu)

Seiyū: Hiroaki Hirata 
- Miria (jap. ミリア)

Seiyū: Kikuko Inoue 
- Deneve (jap. デネヴ Denevu)

Seiyū: Hana Takeda 
- Helen (jap. ヘレン Heren)

Seiyū: Miki Nagasawa 
- Priscilla (jap. プリシラ Purishira)

Seiyū: Aya Hisakawa 

## Manga
Manga autorstwa Norihiro Yagiego ukazywała się pierwotnie w miesięczniku „Gekkan Shōnen Jump” wydawnictwa Shūeisha od 6 czerwca 2001. W 2007 wydawca zdecydował o zakończeniu publikacji tego czasopisma wraz z początkiem czerwca 2007 z powodu jego niskiej sprzedaży, w związku z czym Claymore zostało tymczasowo przeniesione do tygodnika „Shūkan Shōnen Jump” tego samego wydawnictwa, gdzie ukazywało się raz w miesiącu. Manga została później przeniesiona do czasopisma „Jump Square”, po tym jak rozpoczęło ono swoją publikację 2 listopada 2007.
Ostatni rozdział tej mangi ukazał się 4 października roku w listopadowym numerze czasopisma „Jump Square”.
W Polsce wydanie mangi 3w1 zapowiedziało wydawnictwo Japonica Polonica Fantastica, premiera odbyła się zaś w lutym 2024.
| Nr | Język japoński      | Język japoński         | Język polski  | Język polski           |
| Nr | Data wydania        | ISBN                   | Data wydania  | ISBN                   |
| -- | ------------------- | ---------------------- | ------------- | ---------------------- |
| 1  | 5 stycznia 2002     | ISBN 978-4-08-873220-6 | luty 2024     | ISBN 978-83-8264-681-8 |
| 2  | 1 maja 2002         | ISBN 978-4-08-873266-4 | luty 2024     | ISBN 978-83-8264-681-8 |
| 3  | 1 listopada 2002    | ISBN 978-4-08-873343-2 | luty 2024     | ISBN 978-83-8264-681-8 |
| 4  | 1 maja 2003         | ISBN 978-4-08-873426-2 | lipiec 2024   | ISBN 978-83-8264-382-4 |
| 5  | 4 listopada 2003    | ISBN 978-4-08-873529-0 | lipiec 2024   | ISBN 978-83-8264-382-4 |
| 6  | 30 kwietnia 2004    | ISBN 978-4-08-873603-7 | lipiec 2024   | ISBN 978-83-8264-382-4 |
| 7  | 4 listopada 2004    | ISBN 978-4-08-873675-4 | grudzień 2024 | ISBN 978-83-8264-383-1 |
| 8  | 28 kwietnia 2005    | ISBN 978-4-08-873814-7 | grudzień 2024 | ISBN 978-83-8264-383-1 |
| 9  | 4 listopada 2005    | ISBN 978-4-08-873878-9 | grudzień 2024 | ISBN 978-83-8264-383-1 |
| 10 | 2 maja 2006         | ISBN 978-4-08-874103-1 | maj 2025      | ISBN 978-83-8264-384-8 |
| 11 | 2 listopada 2006    | ISBN 978-4-08-874281-6 | maj 2025      | ISBN 978-83-8264-384-8 |
| 12 | 4 kwietnia 2007     | ISBN 978-4-08-874348-6 | maj 2025      | ISBN 978-83-8264-384-8 |
| 13 | 4 października 2007 | ISBN 978-4-08-874430-8 | —             |                        |
| 14 | 2 maja 2008         | ISBN 978-4-08-874516-9 | —             |                        |
| 15 | 4 grudnia 2008      | ISBN 978-4-08-874597-8 | —             |                        |
| 16 | 1 maja 2009         | ISBN 978-4-08-874668-5 | —             |                        |
| 17 | 4 listopada 2009    | ISBN 978-4-08-874742-2 | —             |                        |
| 18 | 2 lipca 2010        | ISBN 978-4-08-870038-0 | —             |                        |
| 19 | 3 grudnia 2010      | ISBN 978-4-08-870134-9 | —             |                        |
| 20 | 3 czerwca 2011      | ISBN 978-4-08-870241-4 | —             |                        |
| 21 | 2 grudnia 2011      | ISBN 978-4-08-870347-3 | —             |                        |
| 22 | 4 czerwca 2012      | ISBN 978-4-08-870434-0 | —             |                        |
| 23 | 4 grudnia 2012      | ISBN 978-4-08-870557-6 | —             |                        |
| 24 | 4 czerwca 2013      | ISBN 978-4-08-870688-7 | —             |                        |
| 25 | 4 grudnia 2013      | ISBN 978-4-08-870858-4 | —             |                        |
| 26 | 4 czerwca 2014      | ISBN 978-4-08-880076-9 | —             |                        |
| 27 | 4 grudnia 2014      | ISBN 978-4-08-880228-2 | —             |                        |

## Anime
Powstawanie adaptacji mangi w formie anime zostało ogłoszone za pośrednictwem „Gekkan Shōnen Jump” pod koniec 2006 roku.
Produkcją serii zajęło się studio Madhouse, a stanowisko reżysera objął Hiroyuki Tanaka. Za kompozycję serii odpowiadała Yasuko Kobayashi, projekt postaci przygotował Takahiro Umehara, a muzykę skomponował Masanori Takumi. Seria miała swoją premierę 4 kwietnia o 1:26 w nocy na kanale NTV. Anime składa się z 26 odcinków.

### Ścieżka dźwiękowa
| Tytuł                                                      | Wykonawca   | Źródło   |
| Czołówka                                                   | Czołówka    | Czołówka |
| ---------------------------------------------------------- | ----------- | -------- |
| „Raison d'être” (jap. レゾンデートル)                      | Nightmare   | [ 4 ]    |
| Napisy końcowe                                             |             |          |
| „Danzai no hana: Guilty Sky” (jap. 断罪の花～Guilty Sky～) | Riyu Kosaka | [ 4 ]    |

Płyta ze ścieżką dźwiękową z serialu została wydana 25 lipca 2007 roku przez Avex Trax.
| CLAYMORE TV Animation O.S.T. | CLAYMORE TV Animation O.S.T.                                              | CLAYMORE TV Animation O.S.T. |
| Nr                           | Tytuł utworu                                                              | Długość                      |
| ---------------------------- | ------------------------------------------------------------------------- | ---------------------------- |
| 1.                           | „Gingan no majo (jap. 銀眼の魔女)”                                        |                              |
| 2.                           | „Ōkina Ken (jap. 大きな剣)”                                               |                              |
| 3.                           | „Yōma no Okite (jap. 妖魔の掟)”                                           |                              |
| 4.                           | „Sabaku to Kaze (jap. 砂漠と風)”                                          |                              |
| 5.                           | „Kirisakumono-tachi (jap. 斬り裂く者たち)”                                |                              |
| 6.                           | „Osoroshiki fujin (jap. 恐ろしき布陣)”                                    |                              |
| 7.                           | „Bishō no Teresa (jap. 微笑のテレサ)”                                     |                              |
| 8.                           | „Kanashiki shukumei (jap. 哀しき宿命)”                                    |                              |
| 9.                           | „Kakusei no kodō (jap. 覚醒の鼓動)”                                       |                              |
| 10.                          | „Seikan naru tatakai (jap. 精悍なる闘い)”                                 |                              |
| 11.                          | „Shinpi to shin'en (jap. 神秘と深淵)”                                     |                              |
| 12.                          | „Yobikakeru kioku (jap. 呼びかける記憶)”                                  |                              |
| 13.                          | „Kita no chi to hakugin no ō (jap. 北の地と白銀の王)”                     |                              |
| 14.                          | „Hateshinaki tabiji (jap. 果てしなき旅路)”                                |                              |
| 15.                          | „Kyōjin na chikara (jap. 強靭な力)”                                       |                              |
| 16.                          | „Kōya no rakujitsu (jap. 荒野の落日)”                                     |                              |
| 17.                          | „Kokoro no kizuato (jap. 心の傷跡)”                                       |                              |
| 18.                          | „Shōkei (jap. 憧憬)”                                                      |                              |
| 19.                          | „Machinami (jap. 街並み)”                                                 |                              |
| 20.                          | „Den'en to ogawa (jap. 田園と小川)”                                       |                              |
| 21.                          | „Utsushiki kariudo-tachi (jap. 美しき狩人たち)”                           |                              |
| 22.                          | „Ayashikimono no shukumei (jap. 妖しき者の宿命)”                          |                              |
| 23.                          | „Kyōsenshi (jap. 凶戦士)”                                                 |                              |
| 24.                          | „Kakusei e no midare (jap. 覚醒への乱れ)”                                 |                              |
| 25.                          | „Sōzetsu na shitō (jap. 壮絶な死闘)”                                      |                              |
| 26.                          | „Erabareshimono (jap. 選ばれし者)”                                        |                              |
| 27.                          | „Haruka na michinori (jap. 遥かな道程)”                                   |                              |
| 28.                          | „Itoshisa to mukumori (jap. 愛しさとぬくもり)”                            |                              |
| 29.                          | „Chiheisen no kanata (jap. 地平線の彼方)”                                 |                              |
| 30.                          | „Ishizukuri no ienami (jap. 石造りの家並み)”                              |                              |
| 31.                          | „Hito o omō koto (jap. 人を想うこと)”                                     |                              |
| 32.                          | „Fukaki mori no naka de (jap. 深き森の中で)”                              |                              |
| 33.                          | „Raison d'Etre (jap. レゾンデートル Rezon dētoru)” (Nightmare)            |                              |
| 34.                          | „Danzai no Hana ~Guilty Sky~ (jap. 断罪の花～Guilty sky～)” (Riyu Kosaka) |                              |

Wydano także album z tzw. character songs, gdzie aktorzy głosowi śpiewają piosenki w imieniu postaci, którym użyczają głosu. Album ten, zatytułowany Claymore Intimate Persona: Character Song shū (jap. CLAYMORE INTIMATE PERSONA ～キャラクターソング集～) i zawierający 10 utworów, został wydany 27 września 2007.
| CLAYMORE INTIMATE PERSONA ～キャラクターソング集～ | CLAYMORE INTIMATE PERSONA ～キャラクターソング集～ | CLAYMORE INTIMATE PERSONA ～キャラクターソング集～ |
| Nr                                                 | Tytuł utworu                                       | Długość                                            |
| -------------------------------------------------- | -------------------------------------------------- | -------------------------------------------------- |
| 1.                                                 | „Kioku (jap. 記憶)” (Clare)                        |                                                    |
| 2.                                                 | „Henbō (jap. 変貌)” (Priscilla)                    |                                                    |
| 3.                                                 | „Hangyaku (jap. 反逆)” (Galatea)                   |                                                    |
| 4.                                                 | „Kakusei (jap. 覚醒)” (Deneve)                     |                                                    |
| 5.                                                 | „Zōo (jap. 憎悪)” (Ophelia)                        |                                                    |
| 6.                                                 | „Shippu (jap. 疾風)” (Irene)                       |                                                    |
| 7.                                                 | „Eien (jap. 永遠)” (Sophia)                        |                                                    |
| 8.                                                 | „Tensei (jap. 転生)” (Teresa)                      |                                                    |
| 9.                                                 | „Dōkoku (jap. 慟哭)” (Helen)                       |                                                    |
| 10.                                                | „Gen'ei (jap. 幻影)” (Miria)                       |                                                    |

Kolejny album, zatytułowany Vengeance is Near (jap. ヴェンジェンス・イズ・ニア) i zawierający 9 utworów, został wydany 25 czerwca 2014.